# Marian Kardas
Marian Kardas (ur. 27 stycznia 1962 we Włoszczowie) – polski siatkarz, w latach 1982–2000 reprezentant kraju, potem trener.
Jako zawodnik (mierzył 192 cm i ważył 87 kg) grał m.in. w Płomieniu Sosnowiec, SCC Berlin, VfB Friedrichshafen i Czarnych Radom. W reprezentacji narodowej rozegrał 178 spotkań. Po zakończeniu kariery zawodniczej początkowo trenował niemieckie zespoły. W 2006 roku został drugim trenerem żeńskiej reprezentacji Polski i Pronaru Białystok, zespołu Ligi Siatkówki Kobiet, a następnie związał się z klubem Delecta Bydgoszcz, po zmianie nazwy Transfer Bydgoszcz, najpierw jako pierwszy, a następnie drugi trener.

## Życie prywatne
Urodził się 27 stycznia 1962 roku we Włoszczowie, ale wychował się Milowicach – jednej z dzielnic Sosnowca. Ma żonę, Gabrielę, i syna, Tomasza.

## Kariera w piłce siatkowej
Piłkę siatkową zaczął uprawiać w Milowicach. Jak sam twierdzi, siatkówka była tam obok piłki nożnej najbardziej popularną dyscypliną sportu. Gry siatkarskiej uczył się pod okiem Zygmunta Wolnickiego, wówczas gracza sosnowieckiego Płomienia.

### Kariera klubowa
Karierę zawodniczą rozpoczynał w Płomieniu, którego barwy reprezentował do 1990 roku. W sezonie 1984/1985 z sosnowiczanami wywalczył Puchar Polski, pokonując w meczu finałowym Resursę Łódź. W ostatnim roku gry w tym zespole sięgnął po brązowy medal mistrzostw kraju.
Potem wyjechał do Niemiec, gdzie spędził 10 lat. W owym kraju grał w Fortunie Bonn, Bayerze Wuppertal, SCC Berlin i VfB Friedrichshafen. W 1996 roku jego drużyna zdobyła Puchar Niemiec. Wielokrotnie stawał na podium w rozgrywkach o tytuł mistrza Niemiec.
W 2000 roku został grającym asystentem trenera Czarnych Radom. W klasyfikacji końcowej Polskiej Ligi Siatkówki sezonu 2000/2001 z radomianami zajął 4. miejsce, przegrywając rywalizację o brązowy medal z Jastrzębiem Borynia. Podczas kolejnego sezonu opuścił Wojskowy Klub Sportowy, który przechodził wówczas kłopoty finansowe. Następnie powrócił do Niemiec, gdzie rozpoczął pracę szkoleniową.

### Kariera reprezentacyjna
W 1980 roku rozpoczął przygodę w reprezentacji w kategorii juniorów. W samym roku Polacy wygrali Turniej Przyjaźni.
W 1981 roku otrzymał powołanie od Aleksandra Skiby do szerokiej kadry seniorów.
Z reprezentacją nie uczestniczył w igrzyskach olimpijskich 1984 w Los Angeles z powodu bojkotu tej imprezy przez Polskę. W tym roku Polska uczestniczyła w Igrzyskach Przyjaźni, w których zajęła 3. miejsce.
W 1985 roku „biało-czerwoni” na mistrzostwach Europy uplasowali się na 4. pozycji.
Zawodnik uczestniczył również w mistrzostwach świata 1986 we Francji. Reprezentację prowadził wówczas Stanisław Gościniak. Ten turniej Polacy zakończyli na dziewiątym miejscu.
Pod koniec 1999 roku otrzymał kolejne powołanie do kadry. Na początku stycznia 2000 roku wziął udział w rozgrywanym w Katowicach turnieju kwalifikacyjnym do igrzysk olimpijskich 2000 w Sydney.

## Kariera szkoleniowa
Po opuszczeniu zespołu Czarnych, wyjechał do Niemiec. Objął tam stanowisko pierwszego trenera Maomam Mendig. W sezonie 2001/2002 utrzymał zespół w 1. Bundeslidze. Następnie pod jego dowództwem drużyna dwa razy zajęła 6. miejsce w rozgrywkach ligowych i dwukrotnie awansowała do turnieju finałowego Pucharu Niemiec.
Potem, w sezonie 2004/2005 prowadził Polską Energię Sosnowiec. Funkcję szkoleniowca tego klubu pełnił również w następnej edycji rozgrywkowej, a 9 stycznia 2006 roku zakończył pracę w Sosnowcu.
We wrześniu tego samego roku został asystentem trenera reprezentacji Polski kobiet. W tym samym czasie został szkoleniowcem żeńskiego zespołu Pronaru Białystok, uczestniczącego wówczas Lidze Siatkówki Kobiet.
W latach 2009–2013 był drugim trenerem Delecty Bydgoszcz. W roku 2012 pełnił także funkcję trenerem drużyny młodzieżowej Delecta Bydgoszcz występującej w Młodej Lidze i zdobył z nią w sezonie 2011/2012 złoty medal w rozgrywkach Młodej Ligi PLS. Po sezonie 2012/2013 dotychczasowy trener Delecty, Piotr Makowski został trenerem reprezentacji Polski siatkarek, zaś Kardas został mianowany I trenerem bydgoskiego zespołu. W grudniu 2013 został drugim trenerem Transferu Bydgoszcz (po zmianie nazwy), na stanowisku I szkoleniowca drużyny zastąpiony został przez Vitala Heynena.
Od 2017 r. jest I trenerem I-ligowego Krispolu Września.